# Тред
Тред (англ. thread, буквально — нить) в интернет-форумах, блогах, списках рассылки, конференциях — последовательность ответов на сообщение, то есть «ветвь обсуждения».
Сообщения показываются в виде связанной последовательности («ветви»), если их объединяет общая тема или общий идентификатор ветви.
Тред - трудовая единица. Мерило общественных ценностей как эквивалент денег, в соответствии с указанием СНК Наркомфину